# Ansonia endauensis
Ansonia endauensis е вид жаба от семейство Крастави жаби (Bufonidae).

## Разпространение
Видът е разпространен в Малайзия (Западна Малайзия).